# Вила Машити II (Кјети)
Вила Машити II је насеље у Италији у округу Кјети, региону Абруцо.
Према процени из 2011. у насељу је живело 54 становника. Насеље се налази на надморској висини од 212 м.